# Milica Miljanov
Milica Miljanov też jako Milica Lazović, cyr. Милица Миљанов (ur. 1860 w Medunie, data śmierci nieznana) – żołnierz armii serbskiej, uczestniczka I wojny światowej, córka poety Marko Miljanova.

## Życiorys
Milica Miljanov była jedną z trzech córek czarnogórskiego poety i dowódcy wojskowego Marka Miljanova i jego żony Milosavy. W dzieciństwie rodzina przeniosła się z Medunu do Cetynii, gdzie dzieci Miljanova miały się kształcić. Milica poślubiła Ivana Lazovicia, z którym miała córkę Olgę.
Pierwsze doświadczenia wojskowe zdobywała w czasie wojen bałkańskich. Po wybuchu I wojny światowej Marko Miljanov był już zbyt stary, aby służyć w armii, nie miał też dorosłych synów. Wychowana w duchu patriotycznym Milica, pozostawiła córkę pod opieką sióstr, a sama zgłosiła się na ochotnika i pod własnym nazwiskiem walczyła w armii serbskiej. Służyła w 1 dywizji morawskiej. Brała udział w bitwach o Cer i nad Kolubarą, wraz z armią serbską przeszła przez Albanię i przedostała się na Korfu.

## Pamięć
W stulecie wybuchu I wojny światowej Muzeum Historyczne w Belgradzie przygotowało program obchodów rocznicowych. Jednym z punktów programu był monodram złożony z zachowanych świadectw kobiet, które walczyły w czasie wojny, w tym Milicy Miljanov (sztukę wyreżyserowała Jelena Mila). Imię Milicy Miljanov nosi jedna z ulic w Niszu.